# Миттал, Мехар
Мехар Миттал (в.-пандж. ਮੇਹਰ ਮਿੱਤਲ; 24 октября 1935, Бхатинда — 22 октября 2016, Маунт-Абу) — индийский актёр и кинопродюсер. Снялся в более 100 фильмах на панджаби, играя ведущие и комедийные роли.

## Биография
Родился в деревне Чу Кхерд округа Бхатинда (ныне в штате Пенджаб).
В 1964 году окончил Panjab University с присуждением степени бакалавра права и восемь лет практиковал в качестве налогового адвоката в Чандигархе.
Прежде чем начать кинокарьеру, играл небольшие роли в Рамлиле и выступил в нескольких пьесах. Дебютировал на большом экране в фильме Маа Da Ladla 1969 года и быстро обрёл успех. Его популярность в это время была такова, что почти каждый фильм на панджаби не обходился без его участия (следует уточнить, что в 1970—1990-е годы в год выходило от 2 до 19 фильмов на панджаби). Так, известен случай, когда прокатчики отказывались покупать права на показ Chann Pardesi (1980), поскольку в нём не было Миттала, и уступили, когда создатели фильма включили его в актёрский состав.
Всего актёр снялся в порядка 100 фильмах. Среди них выдаются Sawa Lakh Se Ek Ladaun (1976), Putt Jattan De (1981), Babul Da Vehra(1983), Jeeja Sali (1985), Bhulekha, Long Da Lishkara и Peengan Pyar Deeyan. Так же на его счету роли в супер-хитах Teri Meri Ikk Jindari (1974), Jatti (1980) и Putt Jattan De (1981).
Он также выпустил в качестве продюсера фильмы Ambe Maa Jagdambe Maa (1980) и Walayati Babu (1981).
Оставил кинематограф в конце 1990-х, однако вернулся в 2010 году с небольшой ролью в фильме Mar Jawan Gur Khake.
За свою самоотверженную, преданную и вдохновляющую работу в кино на панджаби он был награждён призом Академии Дадасахеба Пхальке.
После смерти жены в 2004 году, оставившей ему четырёх дочерей, актёр присоединился к движению Брахма Кумарис Всемирный Духовный Университет. В 2012 году он переселился в город Маунт-Абу, в котором находится штаб-квартира движения.